# 卡特里亚·英格利希
卡特里亚·英格利希，或译作凯瑟娅·英利（羅馬化：Katreeya English，1976年9月4日—），别名卡特（羅馬化：Kat），泰英混血的泰国歌手、演员兼模特，是1990年代的当红泰国歌星。